# Askoniusz Pedianus
Quintus Asconius Pedianus (ur. 9 p.n.e., zm. 76 n.e.) – rzymski gramatyk, autor komentarzy do dzieł literackich. Urodził się w Patavium (dzisiejsza Padwa). Zachowało się do naszych czasów 5 komentarzy, napisanych przez niego z myślą o swoich synach do następujących mów Cycerona: In toga candida, In Pisonem, Pro Scauro, Pro Milone, Pro Cornelio. Dwa ostatnie są szczególnie cenne, ponieważ mowy, do których je napisano nie zachowały się. Tworząc te dzieła, korzystał z wielu dobrych źródeł np. pracy Fenestelli oraz szkiców i notatek Cycerona do mów. Pozostałymi dziełami przypisywanymi mu są: Vita Salustii (Żywot Salustiusza) i praca o długowieczności i zdrowiu.